# Estatua de Amenemhat III (Berlín)
La estatua de Amenemhat III en el Museo Egipcio de Berlín (n.º inv. 1121) fue encontrada en 1854 por Joseph Hekekyan (1807-1875) en Menfis, Egipto. Fue comprada por el Museo Egipcio en 1855. La estatua es una de las piezas más destacadas del Museo Egipcio de Berlín y una de las esculturas halladas más destacadas del Antiguo Egipto en general.
La estatua está hecha de granodiorita y mide dos metros de altura, aunque le faltan los pies y el brazo izquierdo. Muestra al rey del Imperio Medio, Amenemhat III, de pie en posición de oración, con los brazos a lo largo del cuerpo y las manos con las palmas sobre los muslos. Lleva el tocado nemes y un paño largo con un cinturón con finos bordados colgando adornado en su orla con cobras solares. El nombre del trono del rey aún se conserva en el nudo del cinturón. En la XIX dinastía, la estatua fue regrabada en resina por el rey Merenptah. Sus nombres y títulos están en el pilar trasero, pero cuando Merenptah la usurpó, la cara también fue retocada y toda la estatua recubierta con yeso y pintada.
El rostro muestra a un rey sin edad. Hay dos tipos de estatuas contemporáneas representando a este rey. Muchas estatuas muestran un rostro maduro con claros signos de vejez, mientras que otras siguen el estilo tradicional con rasgos más jóvenes, de un hombre en la plenitud física. La estatua de Berlín pertenece claramente al último tipo.